# 蘇可欣
蘇可欣（英語：Eunice So Ho Yan，1993年5月2日—），香港籍的演員，曾擔任主播及空中服務員，曾參與2016年度香港小姐競選獲得20強成績，參選前曾學過肚皮舞。曾為無綫電視經理人合約藝員。近年因為交往議題，較不活躍幕前。

## 簡歷

### 學生時期
早年就讀大埔舊墟公立學校、大埔舊墟公立學校 (寶湖道)（2005年畢業，學校轉制前為下午校學生），2010年於大埔救恩書院中五畢業。在校時活躍於校際田徑比賽。

### 2016年香港小姐前
曾在香港航空任職擔任空中服務員，從事時間約2年半。

### 2016年香港小姐後
曾擔任無綫娛樂台的主播，和麥凱程參選後進入演藝圈。

### 交往後
因曾經採訪泰國演員Nonkul而被傳出和該演員交往，維持1年半後分手，目前與圈外男友Geo交往。

## 參與影視作品
曾參與的節目包含3日2夜愛．回家之開心速遞，STARTALK，溏心風暴3、十八年後的終極告白，飛常日誌，是咁的，法官閣下，那些我愛過的人，嫁到這世界邊端3、沖上雲霄大選，香港小姐眾星列陣，眼睛去旅行，2019娛樂繽Fun大派對，Y Angle，除夕星級倒數派對。

## 外部連結
- 蘇可欣的Facebook專頁
- 蘇可欣的Instagram帳戶
- 2016香港小姐競選 - 蘇可欣 So Ho Yan, Eunice - 佳麗檔案 - tvb.com